# 銅石鹸
銅石鹸（どうせっけん）とは、銅イオンと石鹸、皮脂などの成分が結合し、青く発色したもので、浴槽などに見られる。

## 概要
給湯器、風呂釜などには通常熱交換器が使用されるが、この銅の配管から水に溶け出した銅イオンが浴槽内で石鹸、皮脂などの油分（脂肪酸）と結びついた後、酸素や炭酸ガスに触れ、青く発色し、浴槽の喫水線に集中し付着することが多い。銅管が新しい間は銅イオンが溶け出しやすいが、長期間使用された銅管は酸化銅の皮膜が形成されることで、溶け出しにくくなる。ただし遊離炭酸の高い水では酸化銅が形成されにくいため、溶け出しにくくなるまで時間がかかる。

### 対策
銅石鹸は水に溶けにくい性質があるため、中性洗剤では落ちにくいことがある。このため、アルカリ性洗剤、水あか取り用や換気扇用などの油汚れ用洗剤の使用が効果的である。ただし強力な洗剤であるため、浴槽の材質によっては傷が付いたり、浴槽が色落ちしたり、肌荒れの原因になったりといった思いがけない弊害を伴う場合がある。またアンモニア水でこすり落とした後、酢で中和し洗い流す方法などがある。

### 健康被害
銅は必要な栄養素の一つであり、過剰に摂らない限り人体には無害といわれている。このため銅石鹸も特に人体に害はない。